# Short Sunderland

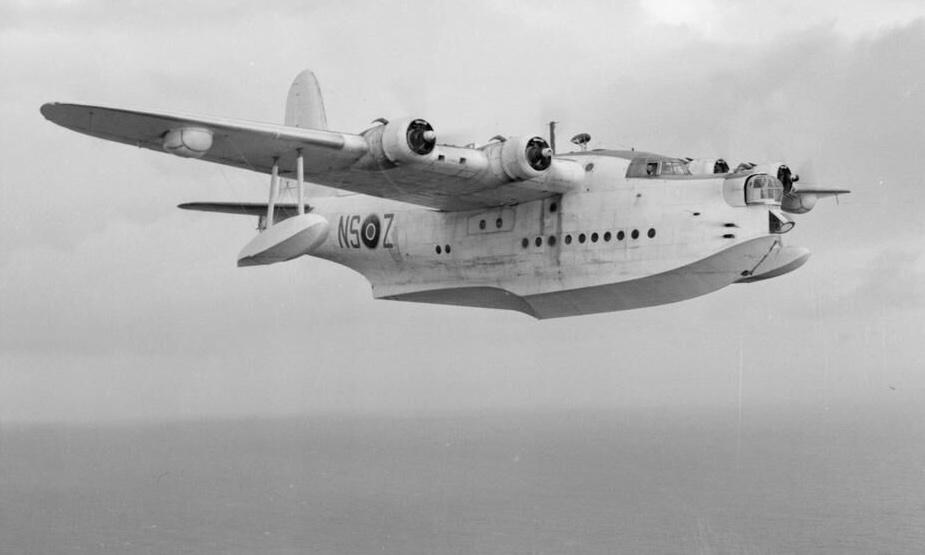
Short Sunderland Mk V

Die Short S.25 Sunderland war ein viermotoriges Flugboot aus britischer Produktion. Sie wurde als Militärausführung des Verkehrsflugbootes S.23 Empire entwickelt. Von 1937 bis Oktober 1945 baute Short Brothers 749 dieser Langstrecken-Mehrzweckflugboote, die von 19 Staffeln der Royal Air Force (RAF) sowie in den Seefliegerkräften anderer Staaten eingesetzt wurden. Nach dem Zweiten Weltkrieg wurden einige Exemplare zur zivilen Version Short Sandringham umgebaut.

## Geschichte
Noch bevor die S.23 im Juli 1935 ihren Erstflug absolviert hatte, forderte das britische Air Ministry deren Weiterentwicklung zu einer rein militärischen Version. Die Vorgaben von 1933 sahen ein viermotoriges, als Seeaufklärer verwendbares Flugboot vor. 1934 gab das Ministerium den Auftrag zum Bau eines Prototyps, der mit der Saunders-Roe A.33 in Wettbewerb treten sollte. Im März 1936 wurde der Auftrag in eine Bestellung von 21 Flugzeugen umgewandelt. Für die Umsetzung zeichnete Shorts Chefkonstrukteur Arthur Gouge verantwortlich. Der Erstflug des Prototyps (K4774) erfolgte am 16. Oktober 1937 vom Medway aus durch J. Lankester Parker.
Im Herbst 1938 traten die ersten Maschinen in den Dienst des RAF Coastal Command. Die Sunderland war das effektivste britische Flugboot des Zweiten Weltkrieges und wurde zur Seeaufklärung, U-Boot-Abwehr, für Transportaufgaben und im Seenotdienst eingesetzt. Über 60 deutsche U-Boote wurden von den Flugzeugen versenkt. 16 Exemplare waren bei der Royal New Zealand Air Force im Einsatz.
Viele der Sunderlands wurden während der Berliner Luftbrücke auf dem nördlichen Korridor nach Berlin eingesetzt. Sie starteten auf der Elbe in Hamburg-Finkenwerder und landeten in Berlin auf der Havel bei Lindwerder. In Großbritannien war sie bis Mitte 1958 im aktiven Dienst, in Neuseeland wurden die letzten Exemplare 1966 ausgemustert.
Nach dem Zweiten Weltkrieg wurden 27 Sunderland-Flugboote zu Passagierflugzeugen umgebaut und in Short Sandringham umbenannt. Einige stellte die Fluggesellschaft BOAC als Plymouth-Klasse in Dienst und nutzte sie für den Transatlantikverkehr. Andere wurden von der TEAL zwischen Auckland und Sydney sowie auf unterschiedlichen Pazifikstrecken eingesetzt. Die von Ansett erworbenen und teilweise aus den Beständen der Royal New Zealand Air Force stammenden Flugzeuge verkehrten zwischen Sydney und der Lord-Howe-Insel. Weitere Nutzer waren DNL – Norwegian Airlines, die mit diesem Flugzeugtyp zwischen 1946 und 1952 den Liniendienst von Oslo nach Tromsø durchführte, die britische Aquila Airways, welche die Flugboote unter anderem während der Berliner Luftbrücke und von 1949 bis 1956 im Liniendienst zwischen Southampton und Madeira einsetzte, sowie die französische Transports Aériens Intercontinentaux (TAI), die im Jahr 1958 mit diesen Flugbooten eine Linienverbindung zwischen Nouméa und Bora Bora aufnahm.

## Konstruktion
Das Muster war als freitragender Schulterdecker in Ganzmetallbauweise mit Normalleitwerk, hohem, geräumigem Bootsrumpf mit einem unteren und einem kleineren oberen Deck sowie zwei Stützschwimmern unter den Flügeln mit je einer Stufe ausgelegt. Die Leermasse erhöhte sich bis 1944 auf 16.800 kg, die maximale Startmasse auf 29.550 kg, da sich die militärische Zuladung verdoppelte. Von den fünf Baureihen (Mk. I – Mk. V) waren drei mit Bristol-Pegasus-Motoren (850 bis 1.025 PS) und zwei mit Pratt & Whitney-„Twin-Wasp“-Motoren (1.200 PS) ausgerüstet. Die Sunderland konnte mit dem einen Bombenlift ein Ersatztriebwerk in den Rumpf heben. Ein Panel unterhalb des Bombentors konnte entfernt werden, um das Triebwerk in den Rumpf zu bringen.

## Produktionszahlen
Die Sunderland wurde in Großbritannien bei Short in Rochester und Windermere, Short & Harland in Belfast und Blackburn in Dumbarton gebaut.
Die Gesamtzahl der produzierten Sunderland betrug 749 Maschinen. Dies weicht ab von den untenstehenden Tabellen, deren Quelle mit falschem Erscheinungsjahr, ohne Seitenangaben und Verlag zitiert wird und in denen Prototypen nicht aufgeführt sind. Die Abweichungen betreffen nicht nur die Gesamtzahl, sondern auch die einzelner Baureihen.
| Version | Short/Rochester | Short/Windermere | Short & Harland | Blackburn | Summe |
| ------- | --------------- | ---------------- | --------------- | --------- | ----- |
| Mk I    | 73              |                  |                 |           | 73    |
| Mk II   | 23              |                  | 15              | 20        | 58    |
| Mk III  | 186             | 35               | 70              | 170       | 461   |
| Mk V    | 47              |                  | 47              | 60        | 154   |
| Summe   | 329             | 35               | 132             | 250       | 746   |

| Jahr  | Anzahl |
| ----- | ------ |
| 1938  | 23     |
| 1939  | 27     |
| 1940  | 18     |
| 1941  | 30     |
| 1942  | 129    |
| 1943  | 210    |
| 1944  | 189    |
| 1945  | 110    |
| 1946  | 10     |
| Summe | 746    |

## Zwischenfälle
- Am 28. August 1947 wurde eine Sandringham 6 der Det Norske Luftfartselskap (DNL) (Luftfahrzeugkennzeichen LN-IAV) in nur 290 Metern Höhe in die Flanke des 400 Meter hohen, im Nebel liegenden Berges Kvammetind geflogen. Die Maschine war auf dem Weg vom damaligen Seeflughafen Harstad/Narvik nach Bodø. Alle 35 Menschen an Bord (8 Besatzungsmitglieder, 27 Passagiere) wurden getötet. Dies war der schwerste Unfall einer Sandringham und zur damaligen Zeit der schwerste tödliche Luftverkehrsunfall in Norwegen.[6]

- Am 2. Oktober 1948 verunglückte eine Sandringham 5 der SAS Scandinavian Airlines (LN-IAW) bei der Landung auf dem damaligen Seeflughafen Trondheim-Hommelvik. Beim Landen in schwerer See und Seitenwind war es zum Kontrollverlust gekommen. Von den 45 Insassen kamen 19 ums Leben (siehe auch Flugunfall des Flugboots Bukken Bruse).[7]

- Am 15. Mai 1950 stürzte eine Sandringham 6 der SAS Scandinavian Airlines (LN-IAU) kurz nach dem Start am damaligen Seeflughafen Harstad/Narvik auf dem Weg zum Flughafen Tromsø ins Meer zurück und sank eine Stunde später. Alle 33 Insassen (7 Besatzungsmitglieder und 26 Passagiere) überlebten.[8]

## Verbleib
Die letzte flugtüchtige Short Sunderland flog 1993 von Southampton über den Atlantik und gelangte dort in die Sammlung des Fantasy of Flight. Das Flugzeug flog am 4. Juli 1996 das olympische Feuer von Sarasota nach Miami.
Die NZ4115 ist im Museum of Transport and Technology (MOTAT) in Auckland erhalten. Im Royal Air Force Museum in London steht die ML824 und im Imperial War Museum Duxford die ML796.
Die zivil umgebaute G-AKNP „City of Cardiff“ war früher die NJ203, eine von 10 Short Seaford.

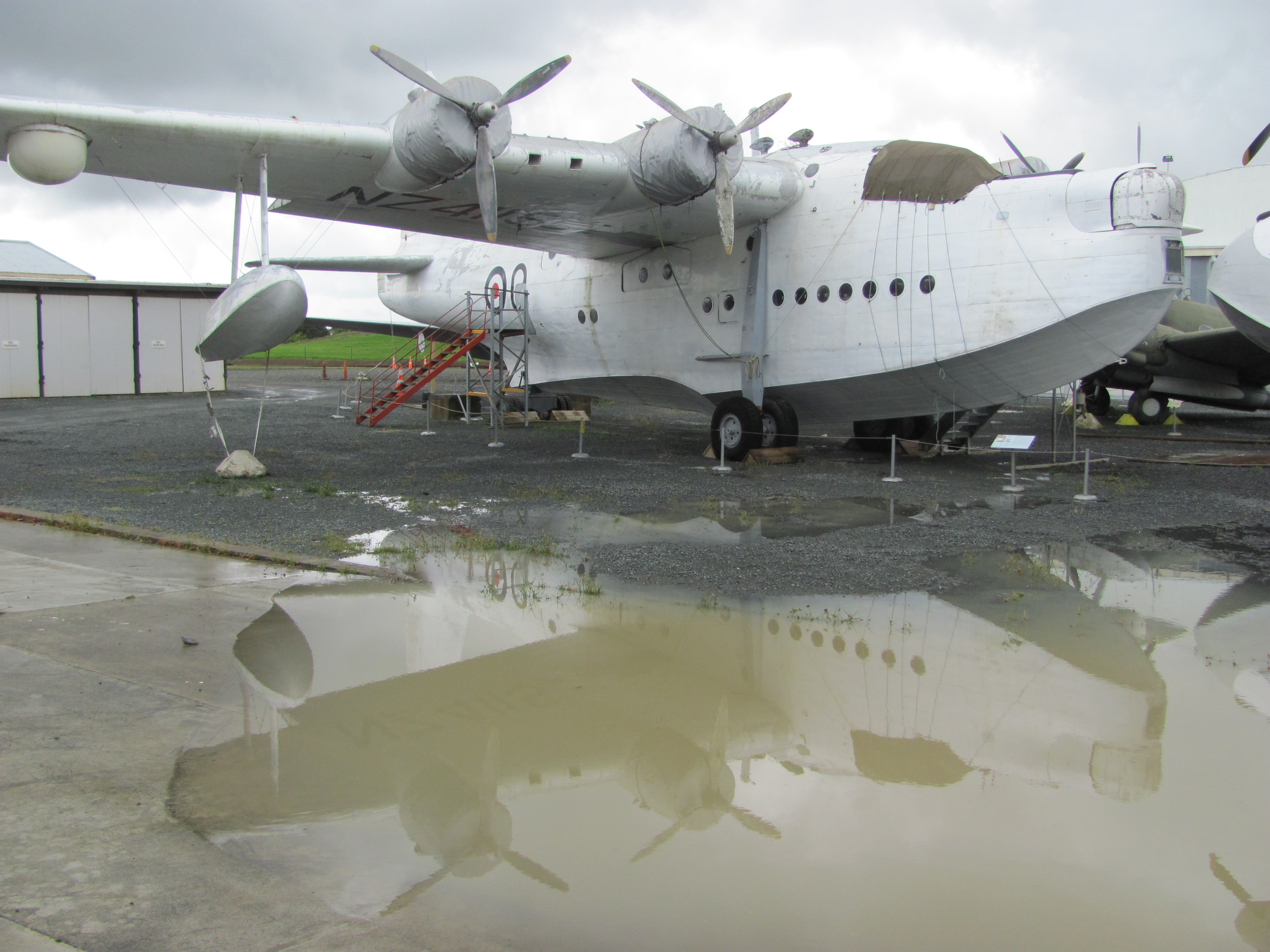
NZ4115 im Museum of Transport and Technology in Auckland
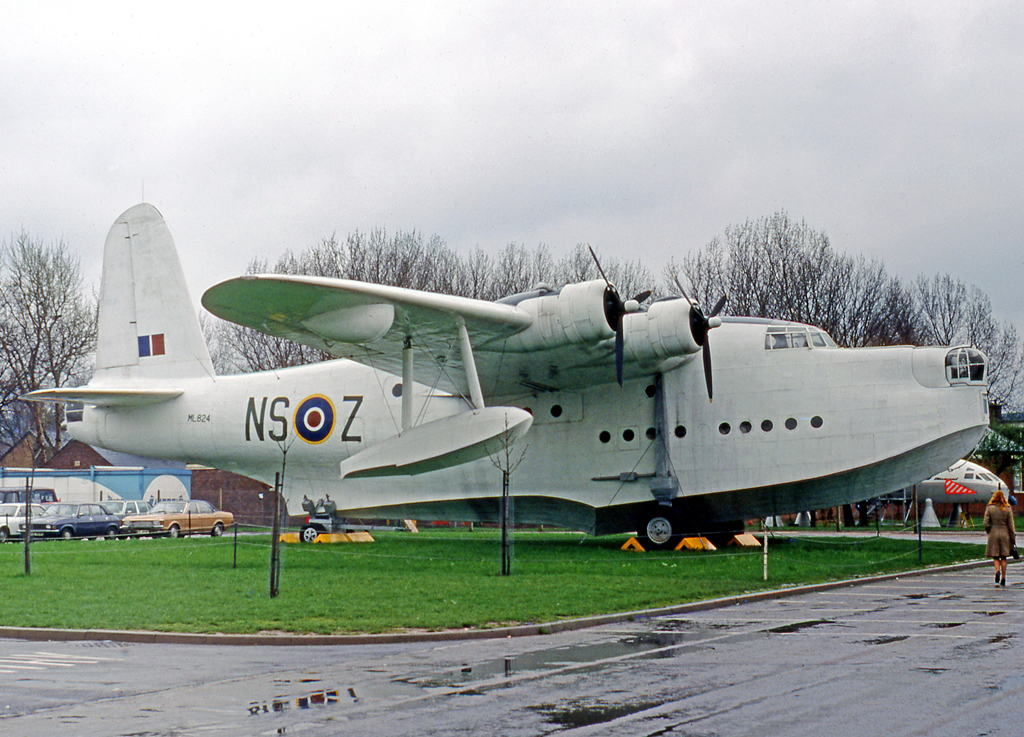
Short Sunderland MR.5 in Hendon
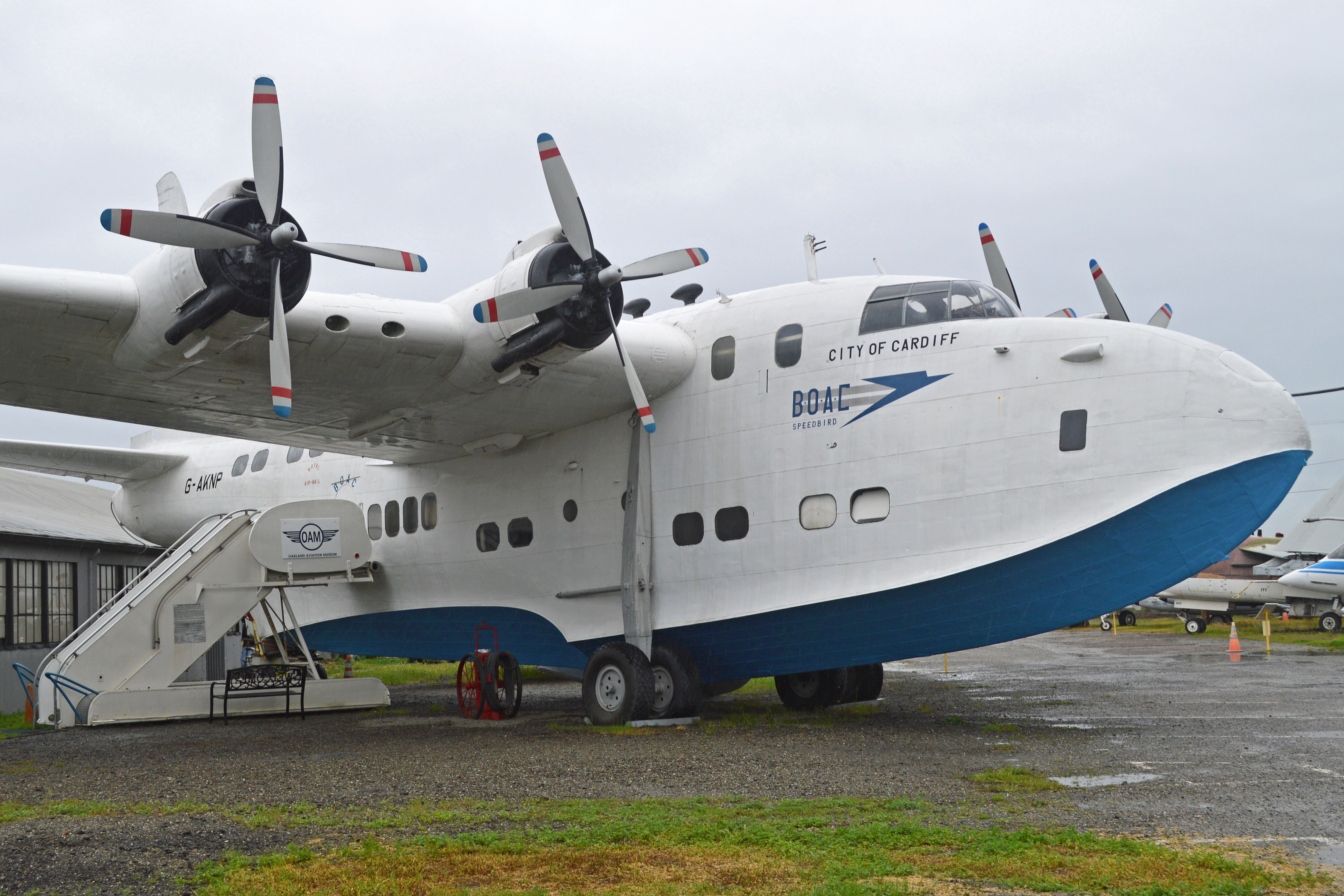
Short Solent „City of Cardiff“

## Technische Daten

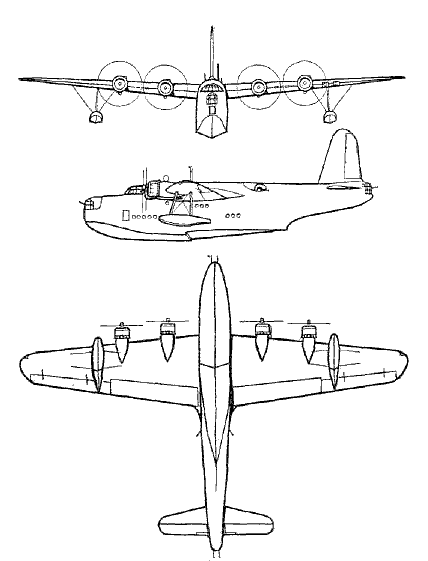
Short Sunderland I/II

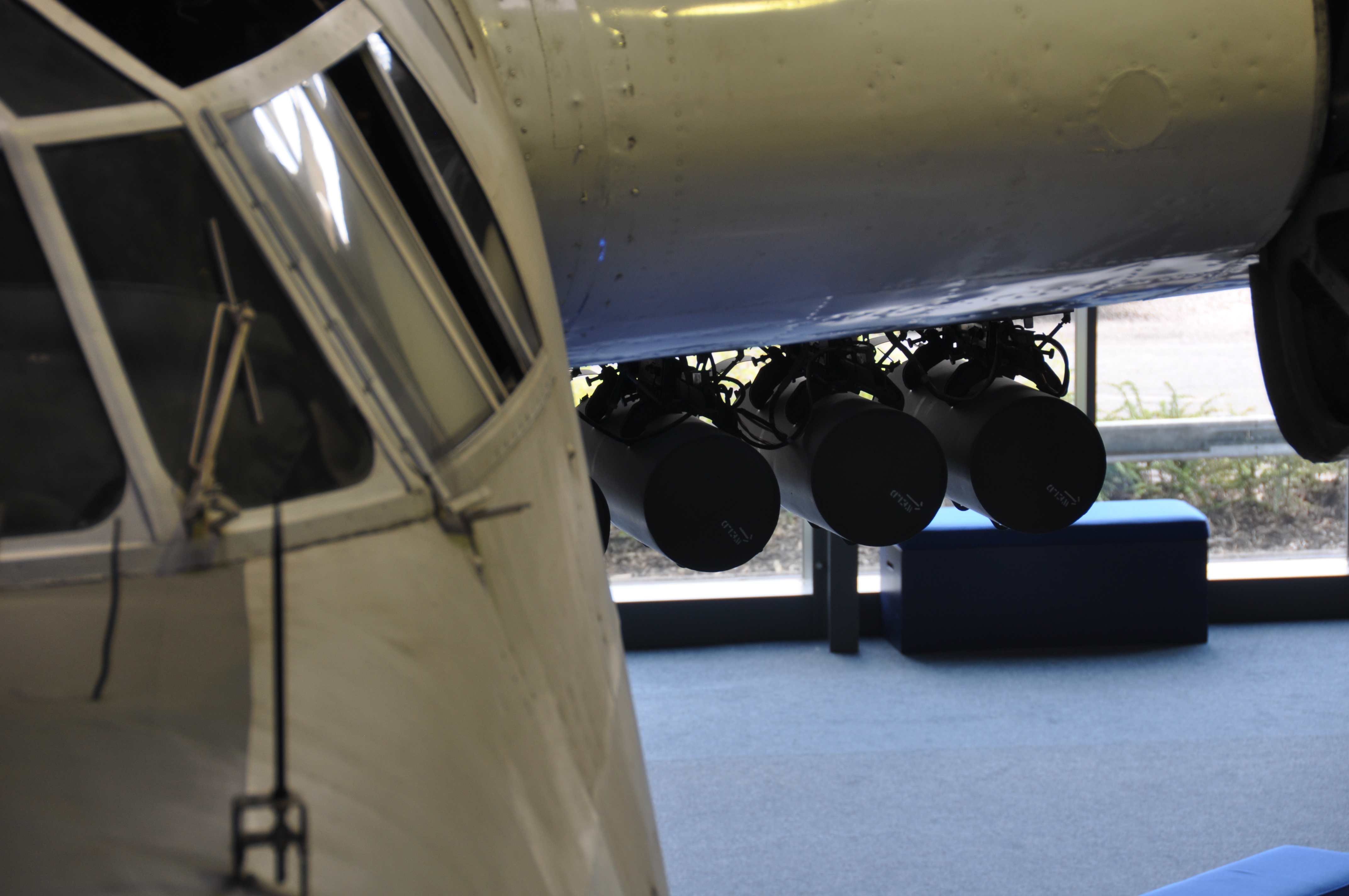
Wasserbomben an der linken Tragfläche

| Kenngröße             | Daten (Sunderland Mk I)                                                        | Daten (Sunderland Mk V)                                                            |
| --------------------- | ------------------------------------------------------------------------------ | ---------------------------------------------------------------------------------- |
| Besatzung             | 7–9                                                                            | 10                                                                                 |
| Flügelspannweite      | 34,38 m                                                                        | 34,38 m                                                                            |
| Länge                 | 26,00 m                                                                        | 26,00 m                                                                            |
| Höhe                  | 10,00 m                                                                        | 10,50 m                                                                            |
| Flügelfläche          | 138,2 m²                                                                       | 156,8 m²                                                                           |
| Flügelstreckung       | 8,6                                                                            | 7,5                                                                                |
| Leermasse             | 12.830 kg                                                                      | 16.770 kg                                                                          |
| Startmasse            | normal 20.750 kg maximal 22.800 kg                                             | normal 27.270 kg maximal 29.545 kg                                                 |
| Antrieb               | vier Bristol Pegasus XXII mit je 1.025 PS (754 kW) Startleistung               | vier Pratt & Whitney R-1830-90 B Twin Wasp mit je 1.200 PS (883 kW) Startleistung  |
| Kraftstoffvorrat      | 5.200 kg                                                                       | 5.200 kg                                                                           |
| Höchstgeschwindigkeit | 338 km/h in 1.900 m Höhe                                                       | 343 km/h in 1.500 m Höhe                                                           |
| Reisegeschwindigkeit  | 286 km/h in 1.900 m Höhe                                                       | 215 km/h in 600 m Höhe (wirtschaftlich)                                            |
| Steiggeschwindigkeit  | 360 m/min                                                                      | 256 m/min                                                                          |
| Gipfelhöhe            | praktisch 4.850 m absolut 6.250 m                                              | praktisch 5.460 m absolut 7.000 m                                                  |
| Reichweite            | normal 3.100 km bei 260 km/h maximal 4.600 km bei 210 km/h                     | normal 3.150 km maximal 4.350 km mit 760 kg Abwurfmunition                         |
| Aktionsradius         | 2.200 km                                                                       | 1.740 km                                                                           |
| Flugdauer             | normal 10 h bei 260 km/h maximal 21 h bei 220 km/h                             | normal 12 h bei 260 km/h maximal 20,2 h bei 215 km/h                               |
| Bewaffnung            | 7–10 MG in 3–4 Gefechtsständen 8–16 Wasserbomben (Abwurfmunition bis 1.800 kg) | 7–10 MG in 3–4 Gefechtsständen 4 starre MG im Rumpfbug Abwurfmunition bis 2.254 kg |